# فردریش ویلهلم تیله
فردریش ویلهلم تیله (Friedrich Wilhelm Theile؛ ‏ ۱۱ نوامبر ۱۸۰۱ – ۲۰ اکتبر ۱۸۷۹) پزشک، استاد دانشگاه و کالبدشناس اهل آلمان بود.
وی مدرک دکترای پزشکی خود را در سال ۱۸۲۵ میلادی با نوشتن رسالهٔ «دربارهٔ ماهیچه‌ها و اعصاب حنجره» از دانشگاه ینا دریافت داشت. وی از سال ۱۹۳۴ میلادی، استاد رشتهٔ کالبدشناسی دانشگاه برن بود.
علاوه بر آثار خود، او کتاب‌های علمی پزشکان خارجی را نیز به زبان آلمانی ترجمه می‌کرد.